# Wanda Ajdels
Wanda Ajdels (ur. 22 grudnia 1920 w Radomiu, zm. 8 marca 2004 tamże) – polska Sprawiedliwa wśród Narodów Świata.

## Życiorys
Podczas II wojny światowej Wanda z domu Pawłowska mieszkała wraz z rodzicami, Leopoldem i Agnieszką (z domu Tuzimek) przy ul. Prostej 20 w Radomiu. Gdy Niemcy utworzyli getto, ich mieszkanie znalazło się w jego pobliżu. Rodzina pomagała Żydom przemycając jedzenie. Pewnego wieczoru (data nie jest znana) na polu, przy sadzawce, nieopodal swego domu znalazła zemdlonego mężczyznę – Bernarda Ajdelsa, żydowskiego zbiega. Wanda wraz z rodzicami ukryła go w spiżarni, a także na jego prośbę dostarczała jedzenie rodzinie, która pozostała w getcie.
Pod koniec 1942 r. kobieta wyrobiła Bernardowi kenkartę na nazwisko Edward Jarosz. Metrykę do niej dostała w kancelarii kościoła farnego. Wynajęła wraz z mężczyzną pokój w sąsiednim domu udając małżeństwo (doczekali się nawet córki), jednak na skutek donosu 26 lipca 1943 r. Gestapo aresztowało ich oboje. Wanda została brutalnie skatowana, a następnie umieszczona w szpitalu. Udało się jej stamtąd uciec przy pomocy sióstr zakonnych w święta Bożego Narodzenia, ale do końca wojny zmuszona była pozostać w ukryciu. Bernard został zesłany do niemieckich obozów zagłady: Auschwitz, Mauthausen-Gusen, a później Sachsenchausen. W listopadzie 1945 r. powrócił do Radomia i odnalazł Wandę. Pobrali się dwa lata później a Wanda przyjęła jego nazwisko.
5 lutego 1985 r. Wanda Ajdels została uhonorowana przyznanym przez instytut Jad Waszem medalem Sprawiedliwy wśród Narodów Świata.